# ولسوالی بلخ
بلخ یکی از ولسوالی‌های ولایت بلخ در شمال افغانستان است. شهر تاریخی بلخ در این ولسوالی قرار گرفته است. جمعیت آن نزدیک به ۹۷۰۵۵ نفر است.
بلخ در سال ۴۳ هجری بسرکردگی احنف بن قیس بدست مسلمانان افتاد.
 احنف بن قیس از مرورود سوی بلخ رفت و آنجا را محاصره كرد و مردم بلخ با وی بر چهار صد هزار صلح كردند كه بدان رضايت داد و پسر عموی خود اسيد بن متشمس را آنجا گماشت تا چيزی را كه بر سر آن صلح كرده بودند بگيرد و خود سوی خوارزم رفت.— تاریخ طبری